# Урвара (кратер)
Урвара — третій за величиною підтверджений кратер на Церері після Кервана та сусіднього Ялоде. Кратер має центральну вершину. Його перетинає кілька хребтів незрозумілого походження.
Як і для інших кратерів Церери, назва Урвари пов'язана з сільським господарством. Він названий на честь давньоіндоіранського уособлення родючості (рослини в «Авесті», родючі поля в «Рігведі»).